# Yeşilyurt (Bakırköy)
 (septembre 2023).
La mise en forme du texte ne suit pas les recommandations de Wikipédia : il faut le « wikifier ».
Les points d'amélioration suivants sont les cas les plus fréquents. Le détail des points à revoir est peut-être précisé sur la page de discussion.
- Les titres sont pré-formatés par le logiciel. Ils ne sont ni en capitales, ni en gras.
- Le texte ne doit pas être écrit en capitales (les noms de famille non plus), ni en gras, ni en italique, ni en « petit »…
- Le gras n'est utilisé que pour surligner le titre de l'article dans l'introduction, une seule fois.
- L'italique est rarement utilisé : mots en langue étrangère, titres d'œuvres, noms de bateaux, etc.
- Les citations ne sont pas en italique mais en corps de texte normal. Elles sont entourées par des guillemets français : « et ».
- Les listes à puces sont à éviter, des paragraphes rédigés étant largement préférés. Les tableaux sont à réserver à la présentation de données structurées (résultats, etc.).
- Les appels de note de bas de page (petits chiffres en exposant, introduits par l'outil «  Source ») sont à placer entre la fin de phrase et le point final[comme ça].
- Les liens internes (vers d'autres articles de Wikipédia) sont à choisir avec parcimonie. Créez des liens vers des articles approfondissant le sujet. Les termes génériques sans rapport avec le sujet sont à éviter, ainsi que les répétitions de liens vers un même terme.
- Les liens externes sont à placer uniquement dans une section « Liens externes », à la fin de l'article. Ces liens sont à choisir avec parcimonie suivant les règles définies. Si un lien sert de source à l'article, son insertion dans le texte est à faire par les notes de bas de page.
- La présentation des références doit suivre les conventions bibliographiques. Il est recommandé d'utiliser les modèles {{Ouvrage}}, {{Chapitre}}, {{Article}}, {{Lien web}} et/ou {{Bibliographie}}. Le mode d'édition visuel peut mettre en forme automatiquement les références.
- Insérer une infobox (cadre d'informations à droite) n'est pas obligatoire pour parachever la mise en page.

Pour une aide détaillée, merci de consulter Aide:Wikification.
Si vous pensez que ces points ont été résolus, vous pouvez retirer ce bandeau et améliorer la mise en forme d'un autre article.
Yeşilyurt (littéralement « patrie verte » en turc ) est un quartier ( mahalle ) du district de Bakırköy, province d'Istanbul, Turquie,. Sa population a atteint à 8 433 habitants en 2022. Il est situé le long de la mer de Marmara et borde au sud-ouest le quartier de Yeşilköy, auquel il appartenait autrefois, et au nord-est celui d' Ataköy . La population du quartier est majoritairement aisée et vit dans des immeubles d'habitation de faible hauteur.
Yeşilyurt possède une station pour le train de banlieue de Marmaray entre Gebze et Halkalı . Le quartier possède nombreux de petits parcs et d'espaces verts. L'hôtel « Polat Renaissance »  et le club sportif Yeşilyurt («Yeşilyurt Spor Klübü » en turc) sont également situés à l'intérieur de Yeşilyurt.
Le Yeşilköy Feneri, un phare qui a construit en 1856 et toujours active, est situé à la pointe Yeşilköy ( turc : Yeşilköy Burnu). Aujourd'hui, il est encore utilisé comme restaurant de fruits de mer.
Yeşilyurt abrite également l'Istanbul Hava Harp Okulu ( « Académie de l'Armée de l'Air»  en français) et le Musée de l'Armée de l'Air.